# 原日本海軍鳳山無線電信所
原日本海軍鳳山無線電信所位於臺灣高雄市鳳山區，於2004年6月7日公告為歷史建築，2007年公告為縣定古蹟，2010年8月30日公告為國定古蹟。該古蹟在臺灣日治時期為當時日本三大無線電信所之一，規模可比東京的船橋無線電信所，二戰之後先後作為「鳳山招待所」、海軍訓導中心、中華民國海軍明德訓練班使用，明德訓練班裁撤後由海軍三軍聯合訓練基地恆春指揮部使用，現由高雄眷村文化發展協會進駐代管，於週二至週日開放參觀。

## 沿革

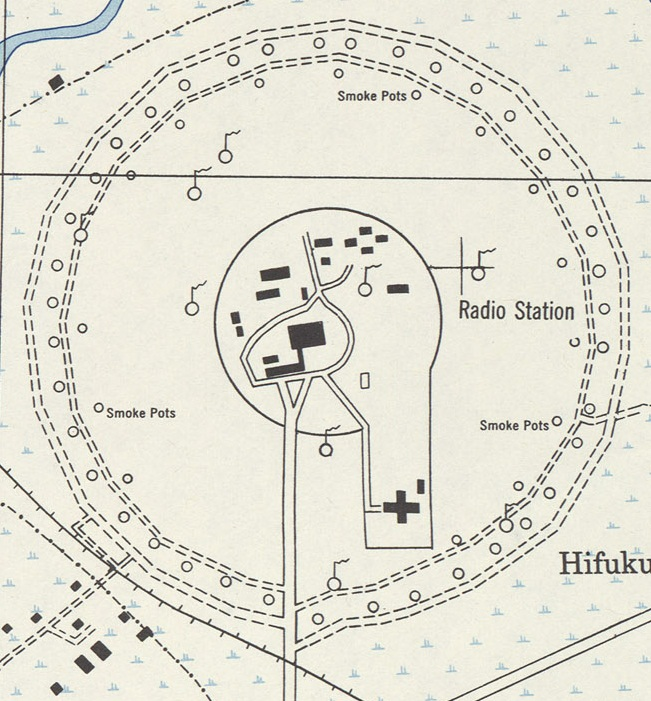
美軍地圖上的鳳山無線電信所

### 鳳山無線電信所時期

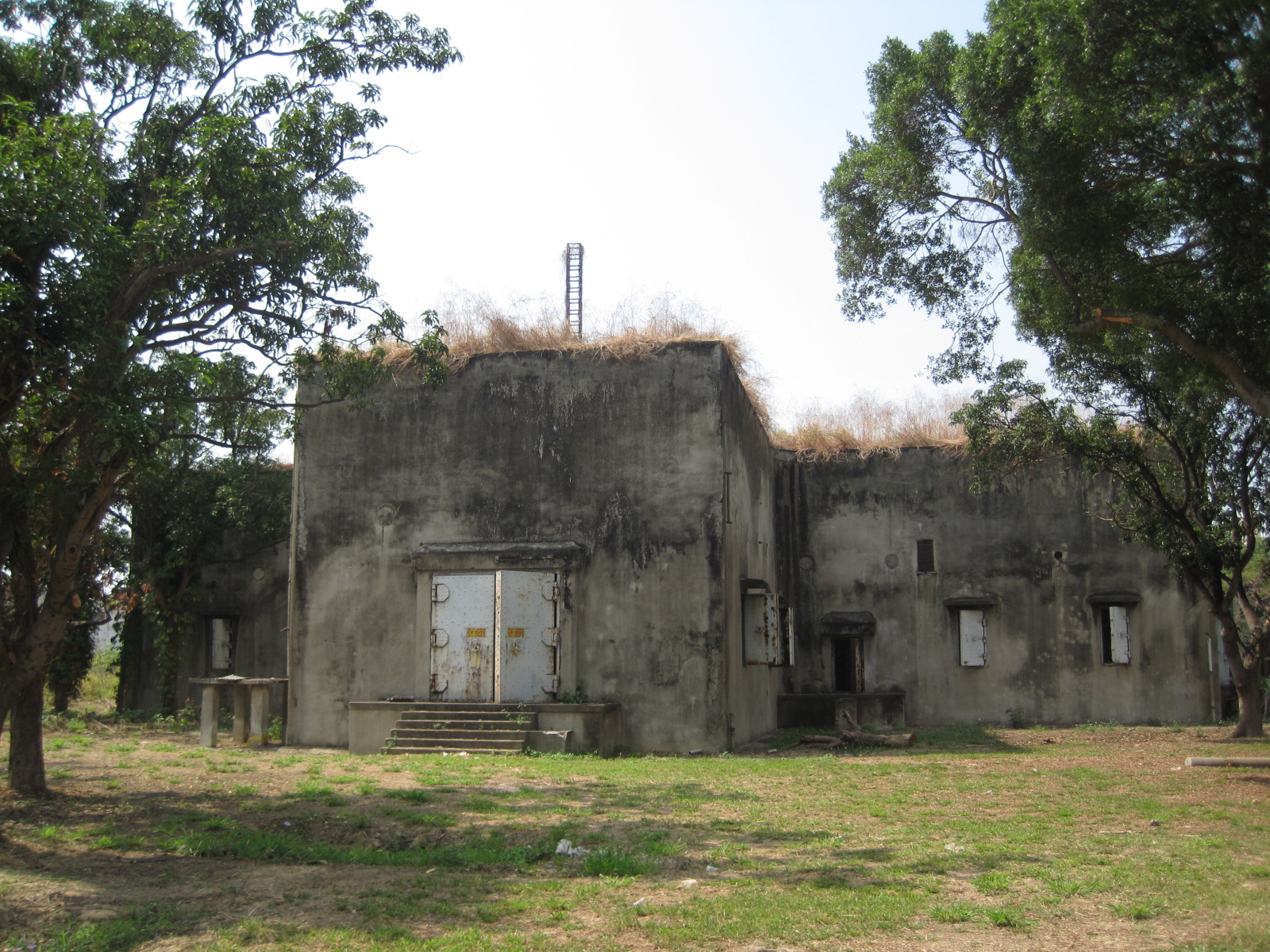
電臺

鳳山無線電信所建於日本大正六年（1917年），完工於大正八年（1919年）:2-6，為當時日本三大無線電信所之一，規模可比日本的船橋無線電信所。雖然該電信所為軍事設施，但在大正十四年（1925年）設置鵝鑾鼻電信局之前，臺灣西南沿海民間的無線電通訊也由此處負責，不過對於帛琉一帶的通訊在此後依舊由該處負責，而鳳山無線電信所也是在這之後改名為「鳳山海軍無線電信所」:2-8。

### 鳳山招待所時期

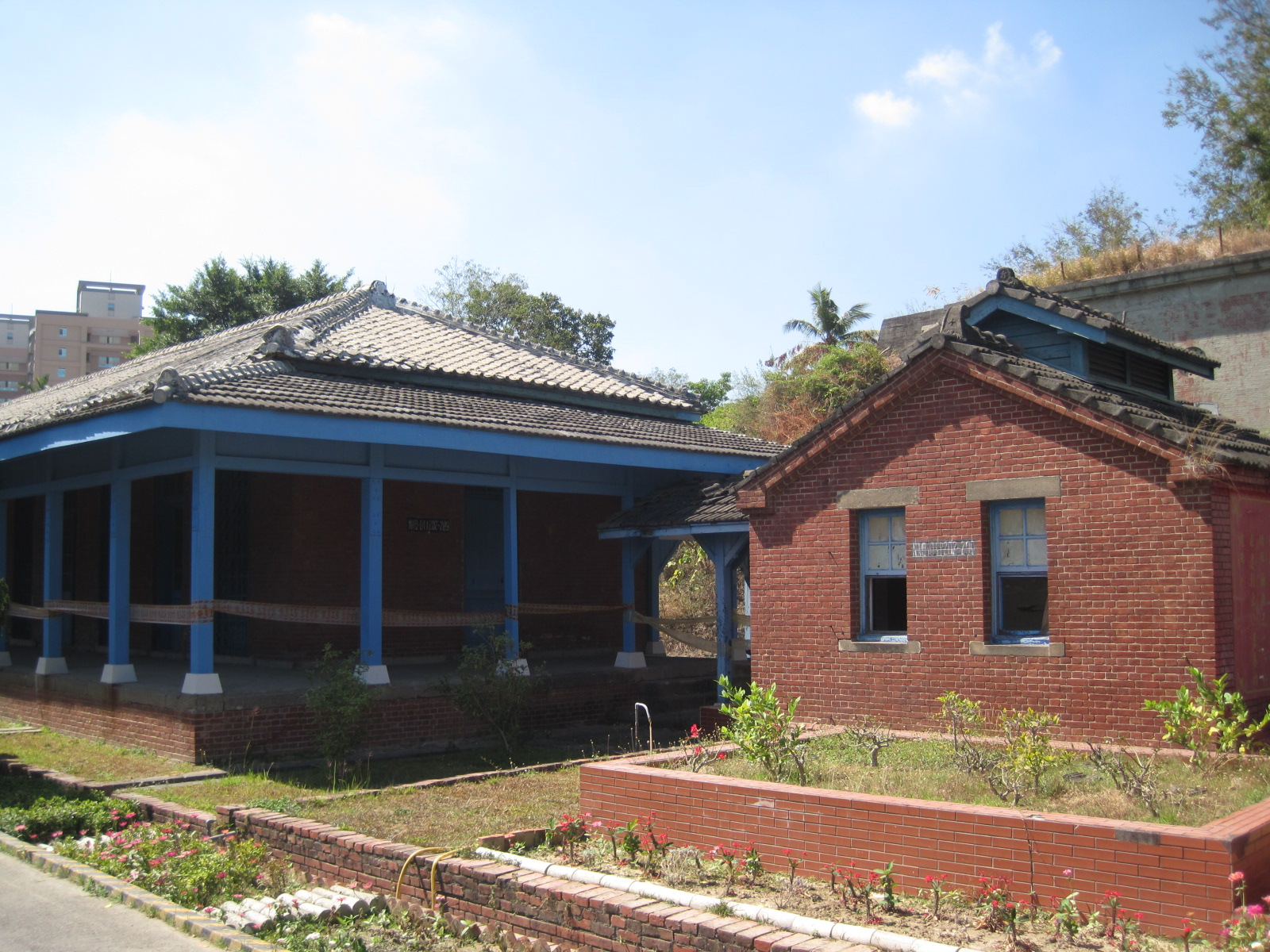
辦公廳舍與浴廁小屋

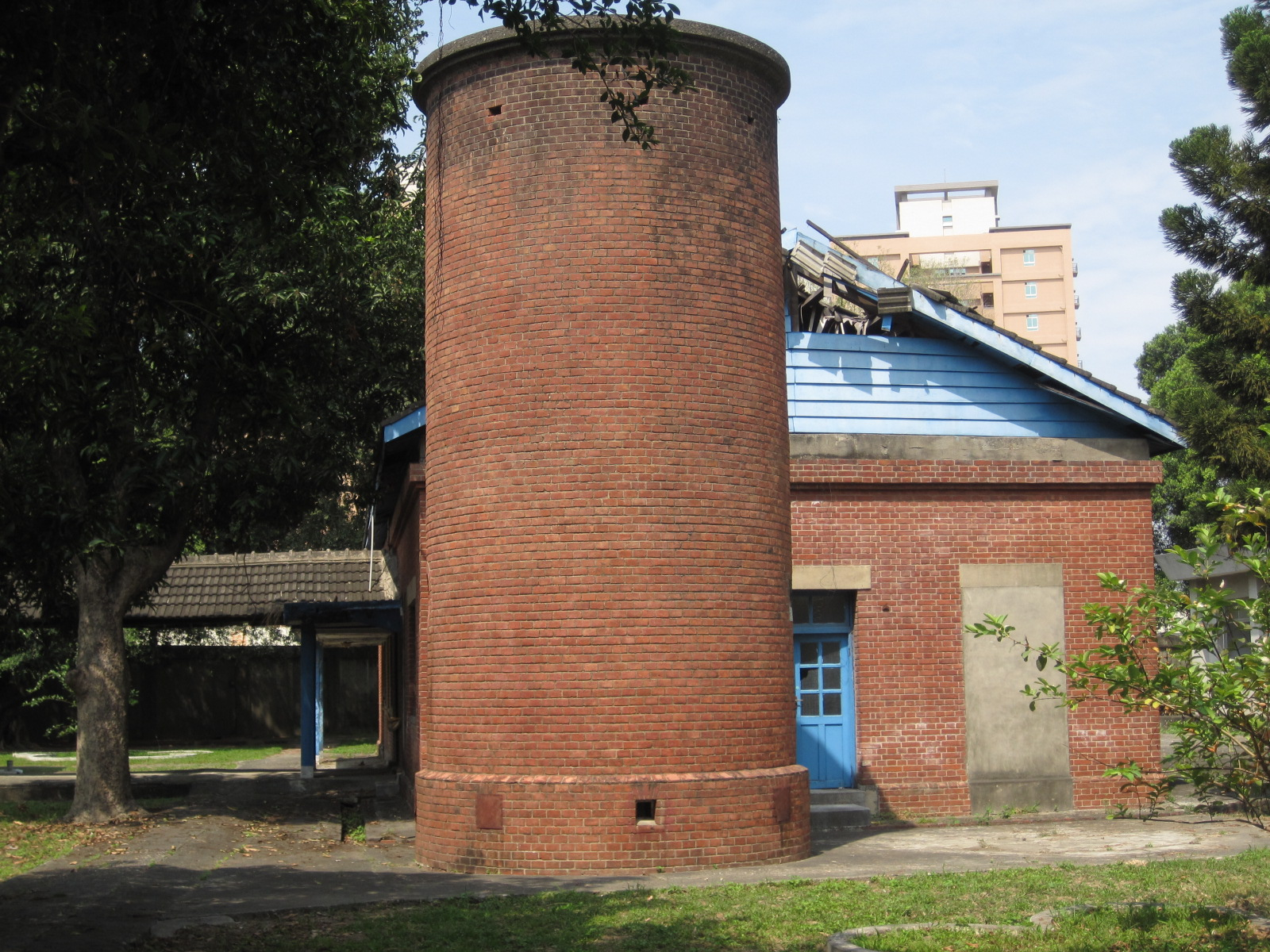
水塔與庫房

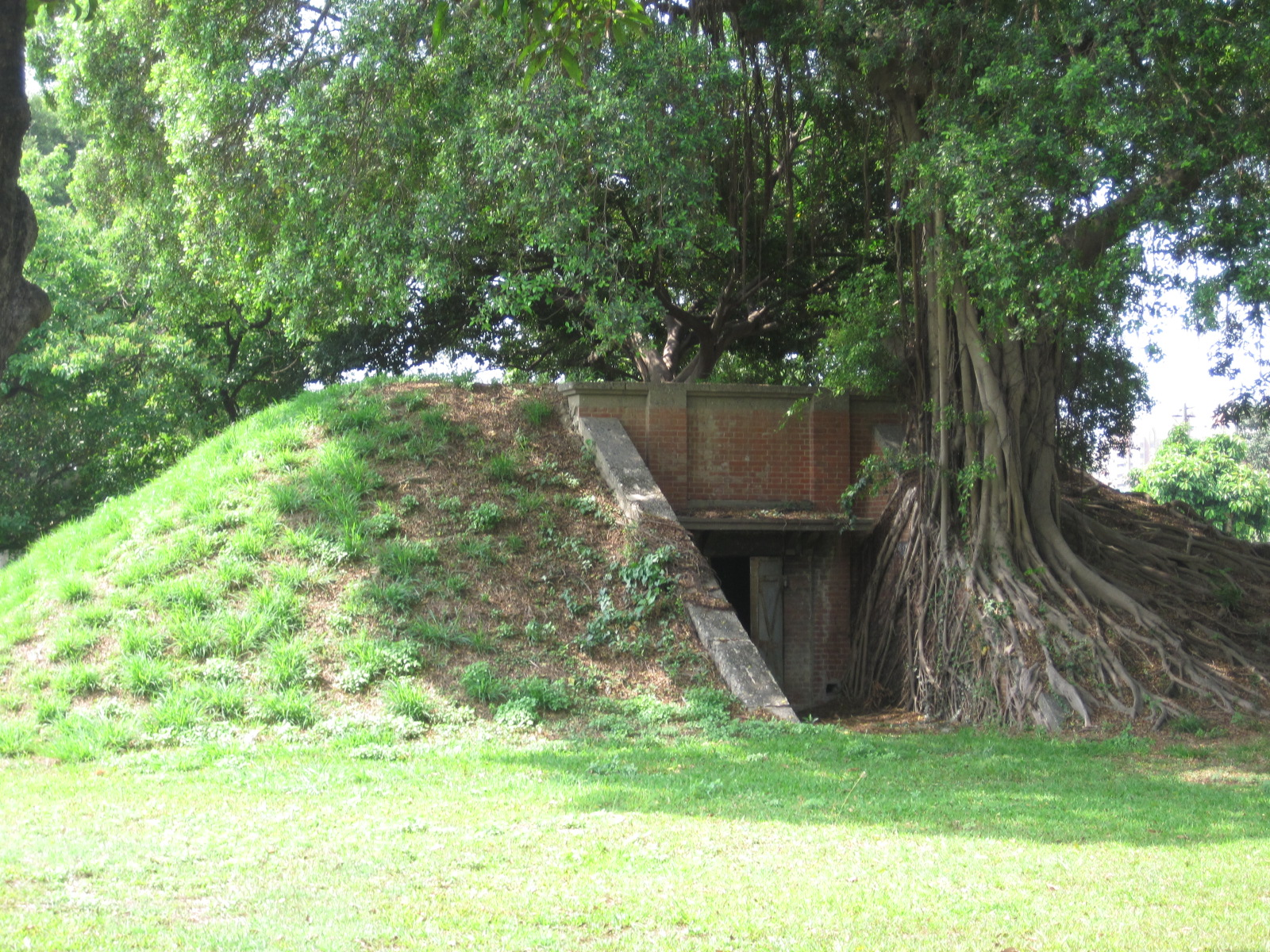
小碉堡

鳳山無線電信所在二次大戰後改為「鳳山招待所」使用，雖然名為招待所，但實際上是偵訊、拘禁中華民國海軍總司令部臺灣工作隊所逮捕的軍中政治犯及思想犯之場所，最初為臨時編組，之後由海軍總部政戰部第四組管轄，被拘禁的中華民國海軍官兵會被所方稱做是「來賓」:2-9，而拘禁空間依等級分為山洞（大碉堡內）、普通號與優特號:2-10。
在中華民國海軍白色恐怖事件中，由於1949年2月25日向中華人民共和國投降的海軍重慶號巡洋艦艦長鄧兆祥上校曾擔任馬尾海軍學校訓導主任，導致閩系軍官的忠誠受到懷疑，結果以當時中華民國海軍軍官學校校長魏濟民為首的閩系軍官和海軍官校學生遭到整肅，其中鮑一民、莊懷遠等17名軍官在被捕後遇害，其餘官兵則送到鳳山招待所，再視情況送到反共先鋒營或是管訓隊等地接受思想教育，亦或是到中華民國國防部審訊:2-9。鳳山招待所是當時三個拘禁處之一，層級居中，另外兩處則是層級較低之海軍總部臺灣工作隊的「左營大街三樓」與較高的「陸戰隊管訓隊」，而在拘禁期間兵籍會遭到註銷或是在手臂上刺「誓死反（滅）共」的刺青，據海軍總部統計受難海軍官兵至少有1196人:2-9。
海軍台灣獨立案中的許昭榮、張幹男等人也曾被送往此處刑求。:463-464

### 明德訓練班時期

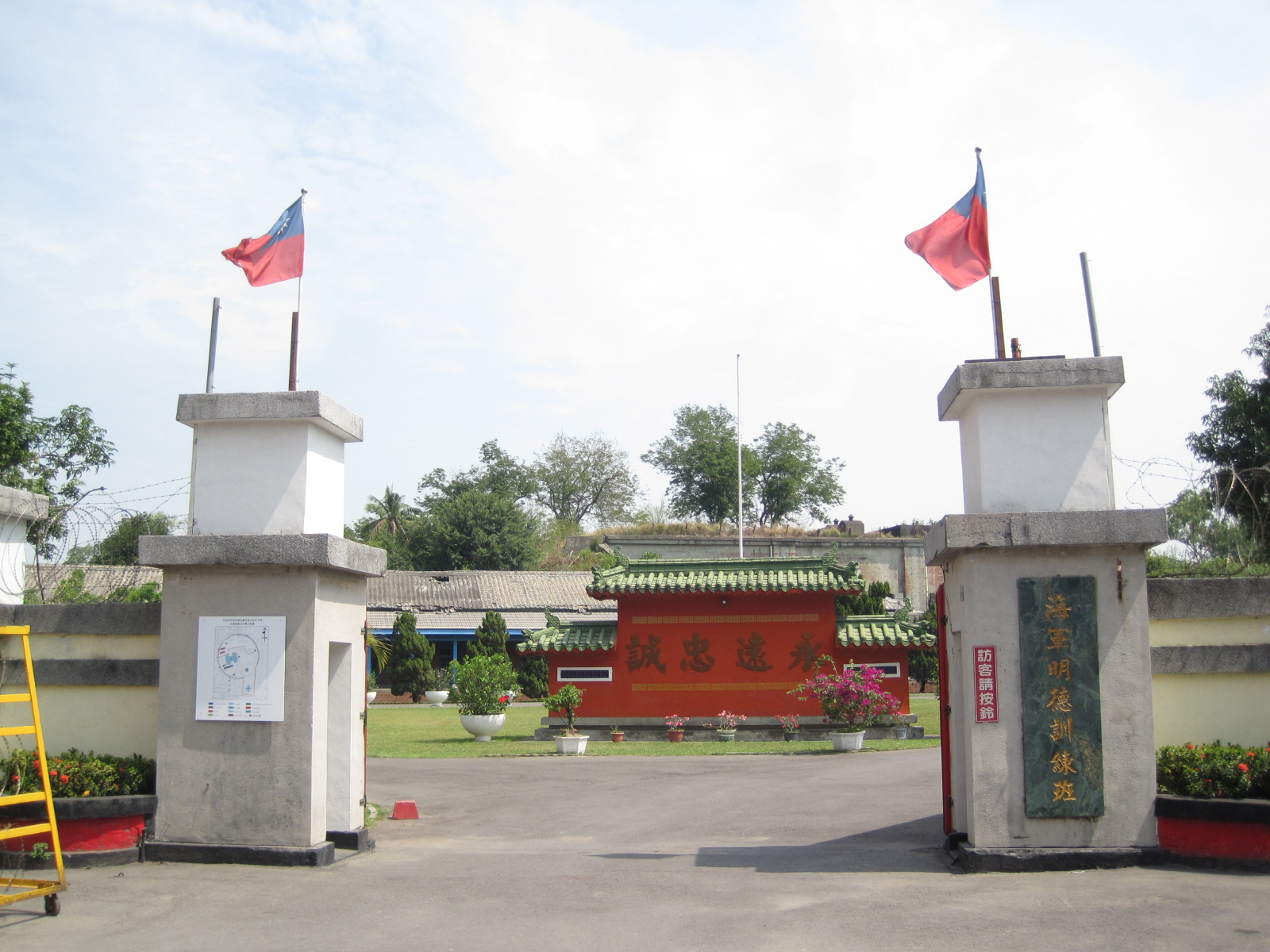
海軍明德訓練班大門

民國五十一年（1962年）在此成立海軍訓導中心，民國六十五年（1976年）7月1日改組整編成立海軍明德訓練班，由中華民國海軍陸戰隊司令部派員編組擔任輔訓任務，管束軍中所謂的頑劣分子；之後在民國八十一年（1992年）3月16日改由海軍總部管理；於民國九十年（2001年）因中華民國國軍組織調整而裁撤，建築則被閒置:2-10。
此外位於營區南邊的電臺在戰後依然為通訊基地（海軍鳳山基地發射臺），由海軍通訊大隊之分遣隊駐守:2-12。
明德訓練班裁撤並列為高雄縣文化資產後，在2007年左右由高雄縣政府委託高雄縣眷村文化發展協會管理維護，僅於年底眷村文化節時開放；2011年3月時經高雄市政府文化局評估後，改為每週六日開放。
2023年，原日本海軍鳳山無線電信所啟動第一期大碉堡修復及全區管線基礎工程，並於2024年展開二期工程，打預計2026年完成首批修復開放。

## 建築
以下主要介紹日治時期遺留下來的建築。

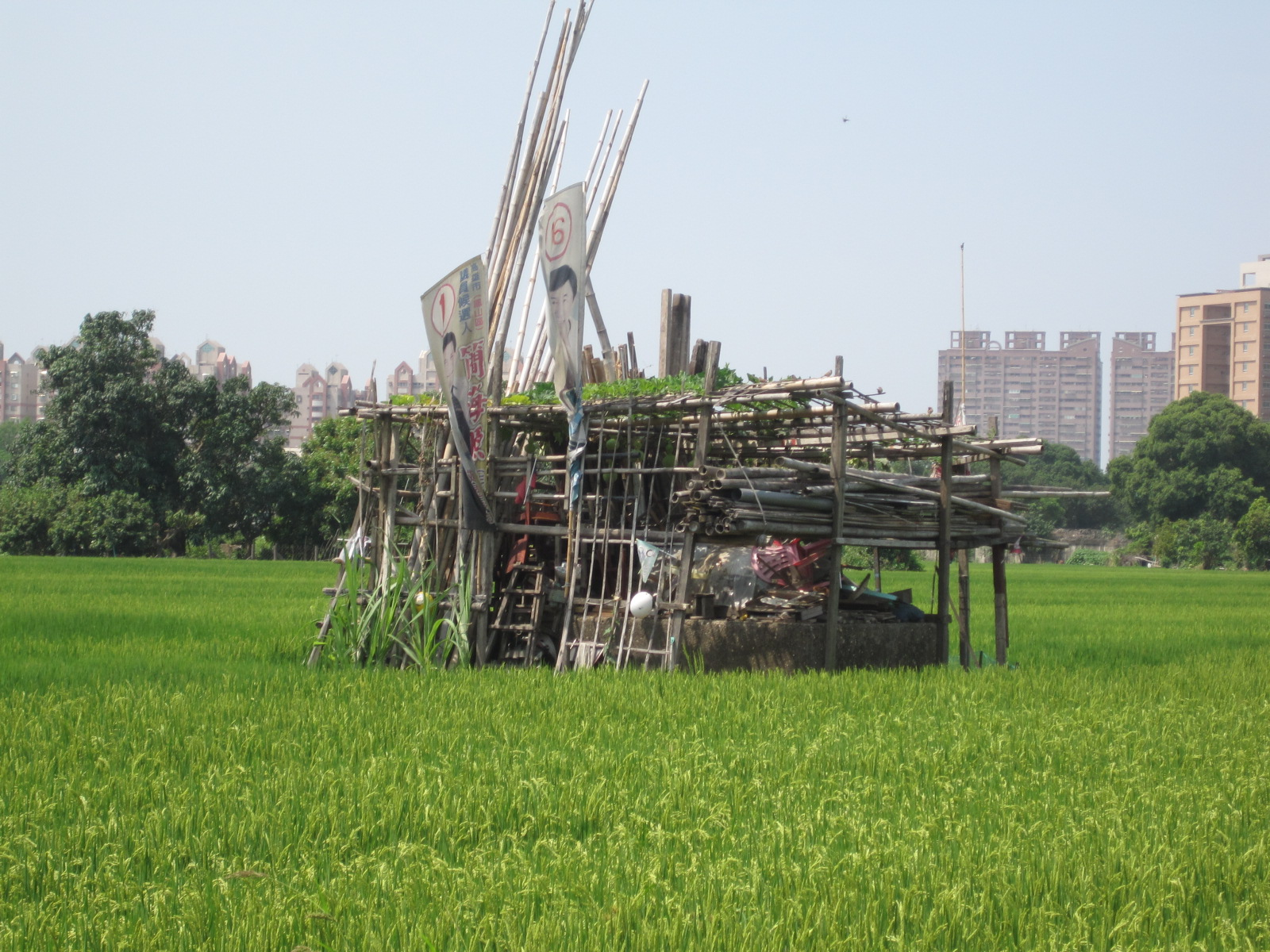
位在周邊農田裡的座墩

- 座墩：是日治時期通信電塔的基座，均長400公分，寬250公分，高112公分。圍牆外的座墩與圍牆呈同心圓排列，最外圈半徑800公尺，設有36個座墩；次一圈半徑為680公尺，設有18座墩；圍牆之中，則還設有3個座墩[4]:3-6。這些座墩有些已遭到拆除。
- 大碉堡：發電與輸送站，內部有三個南北向大跨間[4]:4-3，東西兩側與屋頂上有覆土以防轟炸[4]:4-6。
- 庫房：一層樓建築，並非對稱設計[4]:4-18。東邊是磚造水塔，而在水塔東邊過去設有廚房，現已不存[4]:4-20。
- 辦公廳舍與教室：一層樓建築，於南側與東側設有走廊，東側走廊可通往大碉堡，北邊則有與庫房相連的走廊[4]:4-21。東邊有浴廁小屋，小屋東邊牆上寫有精神標語[4]:4-22。
- 小碉堡：內部為一長方形空間，設有四道防爆門[4]:4-30。
- 電臺：平面呈十字型，內部空間配置並不對稱[4]:4-31。

## 外部連結
- 原日本海軍鳳山無線電信所——高雄市政府文化局